# Margaret Tyzack

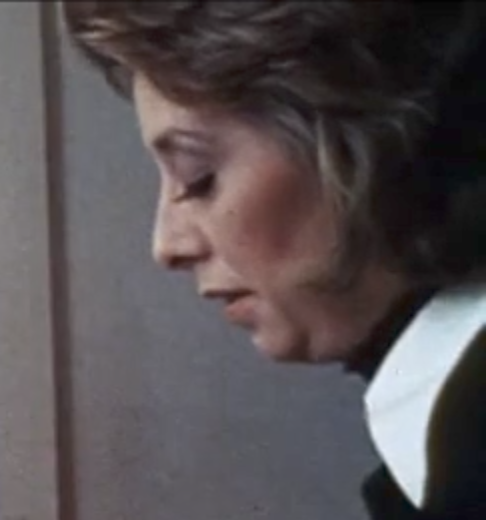
Margaret Tyzack, 1971

Margaret Maud Tyzack CBE (* 9. September 1931 in Essex, England; † 25. Juni 2011 in London, England) war eine britische Schauspielerin.

## Leben

### Familie und Ausbildung
Margaret Tyzack wurde 1931 als Tochter von Thomas Edward Tyzack und dessen Ehefrau Doris (Moseley) Tyzack in Essex geboren; andere Quellen geben London als Geburtsort an. Ihr Vater war Vorarbeiter bei dem Nahrungsmittelunternehmen Tate & Lyle. Tyzack wuchs im Londoner Stadtteil Plaistow, East London, im London Borough of Newham auf. Sie besuchte die St Angela's Ursuline School, eine katholische Mädchenschule der Ursulinen, in Newham. Dort wurde ihr schauspielerisches Talent von einer Lehrerin entdeckt. Ihre Schauspielausbildung absolvierte Tyzack an der Royal Academy of Dramatic Art; zu ihren Mitstudentinnen gehörte Joan Collins. An der RADA erhielt sie eine Auszeichnung im Fach Lustspiel und Komödie (Comedy).

### Theater
Als Theaterschauspielerin ging Tyzack zunächst in die Provinz. Ihr Theaterdebüt gab sie 1951 am Chesterfield Civic Theatre in Chesterfield, als eine Schaulustige in der Covent-Garden-Szene in der Komödie Pygmalion. Dort blieb sie zwei Jahre im Engagement, wo sie in mehreren Theaterstücken auftrat, die en suite gespielt wurden.
1959 gab sie ihr Londoner Theaterdebüt am Royal Court Theatre mit der Rolle der Mag Keegan in dem Bühnenstück The Progress to the Park von Alun Owen. Es folgte 1959, ebenfalls am Royal Court Theatre, die Rolle der vornehmen, altjüngferlichen Miss Frost in einer Bühnenfassung des Romans The Ginger Man von J. P. Donleavy; diese Rolle übernahm sie auch 1963 in einer Inszenierung des Stücks am Pembroke Theatre in Croydon. 1962 spielte sie am Nottingham Playhouse die Rolle der Alice Moore in dem Bühnenstück A Man For All Seasons und die Lady Macbeth in Macbeth.
Seit 1962 trat sie regelmäßig bei der Royal Shakespeare Company auf. Zu ihren Rollen dort gehörten: Wassilissa in Nachtasyl (1962, Arts Theatre Club, London), Volumnia in Coriolan (1972, Stratford-upon-Avon; 1973, Aldwych Theatre, London), Portia in Julius Caesar (1972, Stratford-upon-Avon; 1973, Aldwych Theatre, London), Tamora in Titus Andronicus (1972, Stratford-upon-Avon), Maria Lwowna in Sommergäste von Maxim Gorki (1974, Aldwych Theatre, London) und, als Nachfolgerin von Peggy Ashcroft, die Gräfin von Roussillon in Ende gut, alles gut (1983, Barbican Theatre, London).
1969 trat sie am Northcott Theatre in Exeter in der Rolle der Gutsbesitzerin Ljubow Andrejewna Ranjewskaja in der Tragikomödie Der Kirschgarten auf. 1971 übernahm sie am Piccadilly Theatre in London, als Nachfolgerin von Eileen Atkins, die Rolle der Königin Elisabeth I. in dem Theaterstück Vivat! Vivat Regina! von Robert Bolt.
Ab 1977 spielte Tyzack drei Jahre Theater in Stratford, Ontario, unter anderem die Gräfin von Roussillon in Ende gut, alles gut, Frau Alving in Gespenster und die Königin-Witwe Margaret in Richard III. von William Shakespeare. 1979 kehrte sie nach Großbritannien zurück. Sie spielte 1979 am Royal Exchange Theatre in Manchester die Rolle der Vermieterin Milly in dem Theaterstück People Are Living There von Athol Fugard. 1981 übernahm sie für die erkrankte Joan Plowright am Royal National Theatre die Rolle der Martha in Edward Albees Bühnenklassiker Wer hat Angst vor Virginia Woolf?.
1983 trat sie mit der Rolle der Gräfin von Roussillon in Ende gut, alles gut auch am Broadway am Martin Beck Theatre auf. 1985 spielte sie am Royal Court Theatre die Rolle der Rose, Vivs Mutter, in dem Theaterstück Tom and Viv von Michael Hastings, einem Stück über die Ehe von T. S. Eliot und dessen Ehefrau Vivienne Haigh-Wood. 1987 trat sie am Gielgud Theatre in London, an der Seite von Maggie Smith, als altjüngferliche Verwaltungsbeamtin Lotte Schoen, in der Tragikomödie Lettice and Lovage von Peter Shaffer auf. Diese Rolle wiederholte sie 1990 auch am Broadway, am Ethel Barrymore Theatre. Die US-amerikanische Schauspieler-Gewerkschaft Actors' Equity Association hatte Tyzack als Nicht-Amerikanerin zunächst die Auftrittsgenehmigung für diese Broadway-Produktion verweigert; nach Intervention von Maggie Smith, die damit drohte, ohne Tyzack nicht aufzutreten, lenkte die Gewerkschaft schließlich ein.
In den 1990er Jahren war sie unter anderem als Sybil Berling in dem britischen Bühnenklassiker Ein Inspektor kommt (1993, Aldwych Theatre, London), als Haushälterin Miss Prism in The Importance of Being Earnest (1993, Aldwych Theatre London; an der Seite von Maggie Smith als Lady Bracknell), in Indian Ink von Tom Stoppard (1995, Aldwych Theatre, London) und, wiederum an der Seite von Maggie Smith, als Muriel in Soldering On von Alan Bennett (1996, Chichester Festival Theatre; Comedy Theatre, West End) zu sehen.
2000 spielte sie am Pit Theatre in London die Rolle der verwitweten Lady Amy Monchensey in dem Theaterstück Ein Familientag von T. S. Eliot. 2008 verkörperte sie am Donmar Warehouse in London die Rolle der exzentrischen, alten Mrs. St. Maugham in der Tragikomödie Der Kreidegarten von Enid Bagnold. 2009 übernahm sie an der Seite von Helen Mirren am Royal National Theatre die Rolle der alten Amme und Vertrauten Oenone in Racines Tragödie Phèdre. Dies war ihre letzte Londoner Theaterrolle. Ihre letzte Bühnenrolle war im Dezember 2010 die Mrs. Higgins in dem Musical My Fair Lady am Théâtre du Châtelet in Paris.

### Film und Fernsehen
Tyzack übernahm auch regelmäßig Rollen in Kinofilmen.
In dem Science-Fiction-Film 2001: Odyssee im Weltraum (1968) spielte sie unter der Regie von Stanley Kubrick die Rolle der russischen Wissenschaftlerin Elena. Kubrick besetzte sie auch in einer kleinen Rolle in seinem Film Uhrwerk Orange (1971). 1987 verkörperte sie in Das stürmische Leben des Joe Orton von Stephen Frears die Madame Lambert. 1997 war sie in der Rolle der versnobten Lady Bruton in den Film Mrs. Dalloway von Marleen Gorris zu sehen. 2005 hatte sie eine kleinere Rolle als Nachbarin Mrs. Nicole Eastby in dem Thriller Match Point von Woody Allen. 2006 übernahm sie in der Fantasy-Verfilmung Herr der Diebe die Rolle der Mutter Oberin.
Häufig arbeitete Tyzack auch für das Fernsehen. Bekanntheit erreichte Tyzack hier insbesondere durch ihre Rolle in der britischen Fernsehserie Die Forsyte Saga (1967). In der Romanverfilmung verkörperte Tyzack die Rolle der Winifred Dartie, die Schwester der männlichen Hauptfigur Soames Forsyte. In der britischen Fernsehserie The First Churchills (1969) übernahm sie die Rolle der Queen Anne. In der BBC-Fernsehserie Ich, Claudius, Kaiser und Gott (1976) spielte sie, an der Seite von Derek Jacobi, die Rolle der Antonia Minor, der Mutter von Kaiser Claudius.
In der mehrteiligen Literaturverfilmung Cousin Bette (1971), nach dem Roman von Honoré de Balzac, überzeugte sie in der Titelrolle als arme Verwandte Bette, die ihren Lebensunterhalt als Näherin verdient.
Eine durchgehende Serienrolle hatte sie von 1992 bis 1993 als Hauslehrerin Miss Seymour in der Fernsehserie Die Abenteuer des jungen Indiana Jones. Sie übernahm auch Episodenrollen in verschiedenen weiteren Fernsehserien, unter anderem in Quatermass (1979), Miss Marple (1987), Our Mutual Friend (1998), Inspector Barnaby (2000; 2009) und Dalziel und Pascoe (1998). Anfang 2011 hatte sie eine Rolle in der britischen Seifenoper EastEnders. Sie spielte Lydia Simmonds, die Großmutter mütterlicherseits der beiden Charaktere Ricky und Janine Butcher. Tyzack musste die Rolle jedoch aus Krankheitsgründen abgeben.

## Auszeichnungen und Ehrungen
1969 und 1971 gewann sie in der Kategorie „Beste Schauspielerin“ den British Academy Television Award für ihre Darstellungen in The First Churchills und Bette. 1981 erhielt sie in der Kategorie „Best Actress in a Revival“ den Laurence Olivier Award für ihre Rolle der Martha in Wer hat Angst vor Virginia Woolf?. 1990 wurde sie in der Kategorie „Best Featured Actress“ für ihre Darstellung der Lotte Schoen in Lettice and Lovage mit dem Tony Award ausgezeichnet. 1983 war sie bereits einmal für einen Tony Award als „Beste Schauspielerin“ für ihre Rolle als Gräfin von Rousillon in Ende gut, alles gut! nominiert gewesen. 2008 gewann sie in der Kategorie „Beste Schauspielerin“ den Critics’ Circle Theatre Award und 2009 in der Kategorie „Beste Schauspielerin“ zum zweiten Mal Laurence Olivier Award, jeweils für ihre Rolle als Mrs. St. Maugham in Der Kreidegarten.
1970 wurde sie in Anerkennung ihrer künstlerischen Verdienste von Königin Elisabeth II. zum Officer of the Order of the British Empire und 2010 zum Commander of the Order of the British Empire ernannt.

## Privates
1958 heiratete Tyzack den Mathematiker Alan Stephenson. Aus der Ehe ging ein Sohn hervor. Tyzack starb im Alter von 79 Jahren nach kurzer Krankheit im Beisein ihrer Familie in ihrem Haus in London.

## Filmografie (Auswahl)
- 1955–1956: The Adventures of Annabel (Fernsehserie, 6 Folgen)
- 1956: The End Begins (Fernsehfilm)
- 1956: The Crimson Ramblers (Fernsehserie)
- 1957: Kenilworth (Fernsehserie, 4 Folgen)
- 1957: A Woman of Property (Fernsehfilm)
- 1958: Hinter der Maske (Behind the Mask)
- 1959: The Infamous John Friend (Fernsehserie, 5 Folgen)
- 1962: The Ginger Man (Fernsehfilm)
- 1963: Kommissar Maigret (Maigret; Fernsehserie, Folge The Flemish Shop)
- 1967: Die Forsyte Saga (The Forsyte Saga); (Fernsehserie, 23 Folgen)
- 1968: 2001: Odyssee im Weltraum (2001: A Space Odyssey)
- 1969: The First Churchills (Fernsehserie, 9 Folgen)
- 1971: Cousin Bette (Fernseh-Miniserie, 5 Folgen)
- 1971: Uhrwerk Orange (A Clockwork Orange)
- 1976: Ich, Claudius, Kaiser und Gott (I, Claudius; Fernseh-Miniserie, 9 Folgen)
- 1978: Das Haus des Satans (Legacy)
- 1979: Quatermass (Fernseh-Miniserie, 2 Folgen)
- 1982: Charles & Diana: A Royal Love Story (Fernsehfilm)
- 1985: Mr. Love
- 1987: Miss Marple (Fernsehserie, Folge Nemesis)
- 1987: Das stürmische Leben des Joe Orton (Prick Up Your Ears)
- 1990: Die Hure des Königs (La putain du roi)
- 1992–1993: Die Abenteuer des jungen Indiana Jones (The Young Indiana Jones Chronicles; Fernsehserie, 8 Folgen)
- 1996: Indiana Jones und die Reise mit Dad (The Adventures of Young Indiana Jones: Travels with Father, Fernsehfilm)
- 1997: Mrs. Dalloway (Mrs Dalloway)
- 1998: Dalziel und Pascoe (Fernsehserie, Folge Child's Play)
- 1998: Our Mutual Friend (Fernsehserie, 4 Folgen)
- 2000/2009: Inspector Barnaby (Midsomer Murders; Fernsehserie, Folgen Garden of Death und Small Mercies)
- 2002: Until Death
- 2005: Match Point (Match Point)
- 2006: Herr der Diebe (The Thief Lord)
- 2011: EastEnders (Fernsehserie, 3 Folgen)
- 2011: Mother’s Milk